# 智利—葡萄牙关系
智利－葡萄牙关系是指智利共和国和葡萄牙共和国之间的外交关系，目前两国均属于经济合作与发展组织、伊比利亚－美洲国家组织以及联合国的成员国。

## 历史
1520年11月，葡萄牙探险家斐迪南·麥哲倫（为西班牙国王效力）成为了第一个到达今天智利领土的欧洲人。1821年8月1日，葡萄牙成为第一个承认智利从西班牙独立的国家。1879年，两国签订了友好通商航海条约。
1865年，智利于里斯本开设了领事馆。1912年，葡萄牙派驻阿根廷布宜诺斯艾利斯的大使开始兼任驻智利大使。1918年，智利任命驻西班牙马德里大使兼任驻葡萄牙大使。1934年，葡萄牙于圣地亚哥开设了常驻外交使团。
1973年智利政变后，葡萄牙关闭了在圣地亚哥的大使馆，转而设立名誉领事馆，以表达对政变的抗议。作为对等措施，奥古斯托·皮诺切特领导下的智利政府关闭了智利在里斯本的大使馆，并同样设立了名誉领事馆。直到1988年，两国才重新互派大使。

## 常驻外交使团
- 智利在里斯本设有大使馆[4]
- 葡萄牙在圣地亚哥设有大使馆[5]

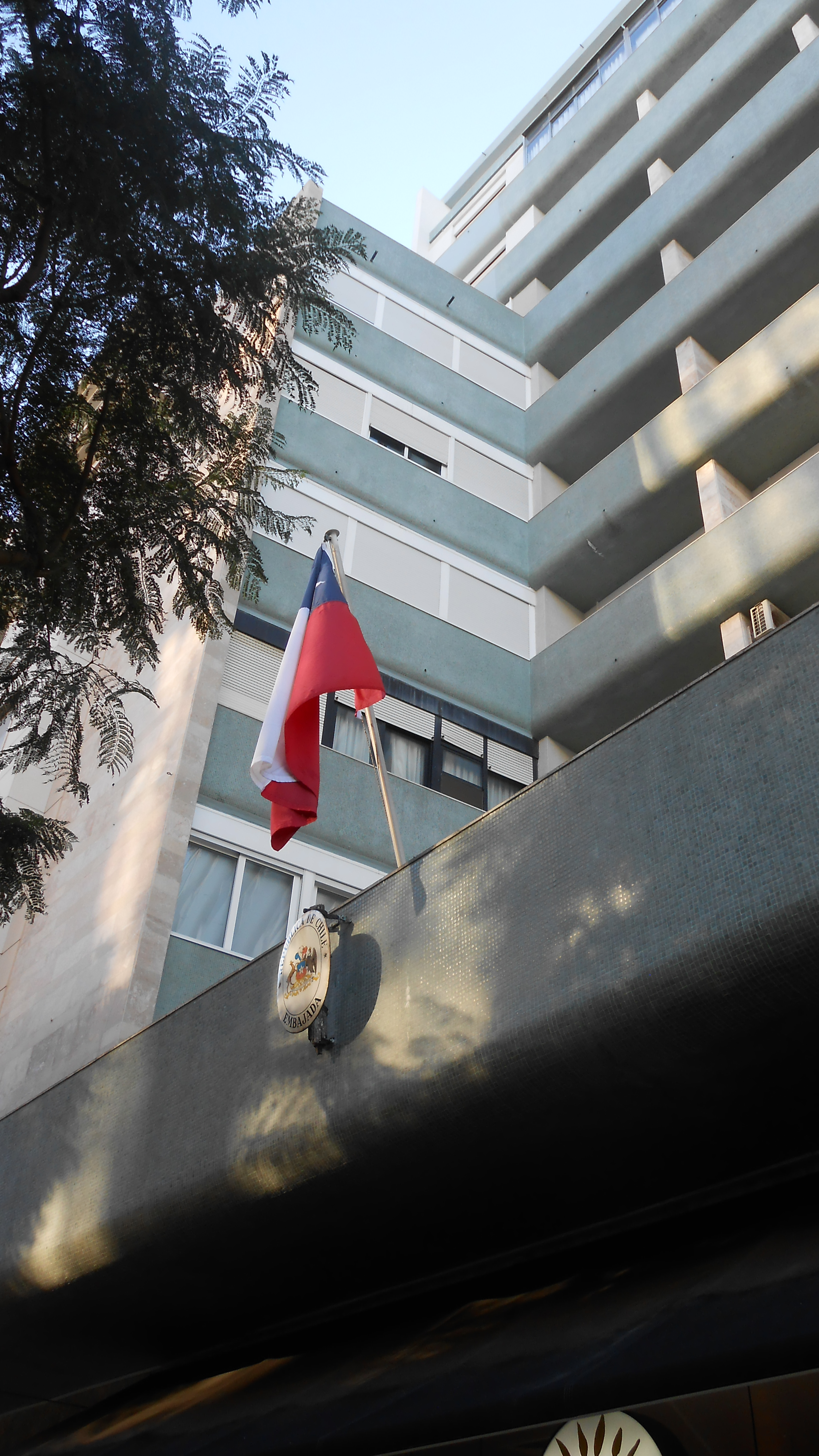
位于里斯本的智利大使馆
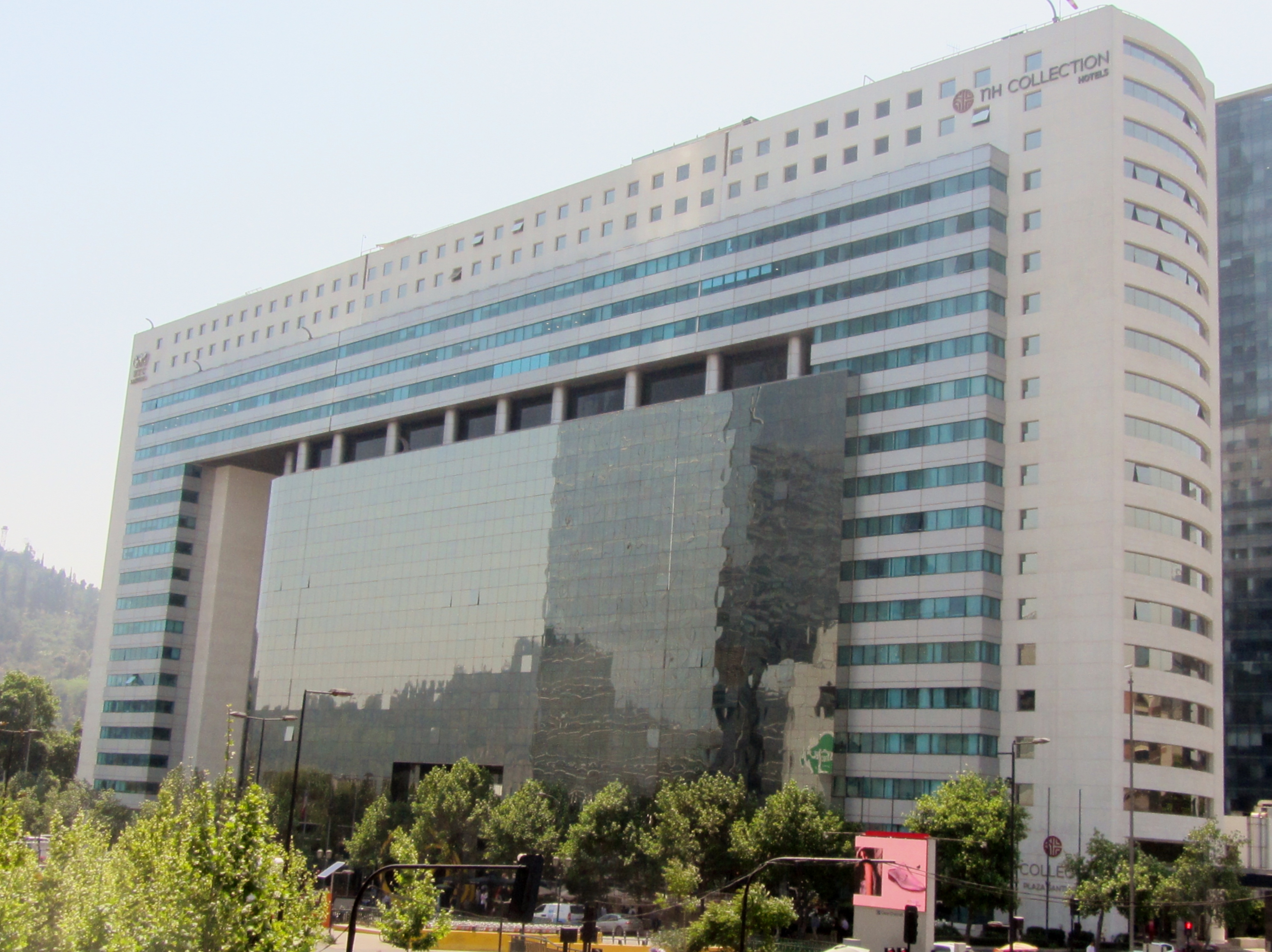
位于圣地亚哥的葡萄牙大使馆